# تپه کلم پایین
تپه کلم پایین مربوط به دوره ساسانی است و در شهرستان دره‌شهر، بخش بدره، دهستان هندمینی، ۲۰۰ متری روستای کلم پایین واقع شده است. این اثر در تاریخ ۳۰ دی ۱۳۸۵ با شمارهٔ ثبت ۱۶۹۳۷ به عنوان یکی از آثار ملی ایران به ثبت رسیده است.